# Клер (Ајова)
Клер (енгл. Clare) град је у америчкој савезној држави Ајова. По попису становништва из 2010. у њему је живело 146 становника.

## Демографија
Према попису становништва из 2010. у граду је живело 146 становника, што је -44 (-23.2%) становника више него 2000. године.
| Група             | 2000.       | 2010.       |
| Белци             | 187 (98,4%) | 141 (96,6%) |
| Афроамериканци    | 0 (0,0%)    | 3 (2,1%)    |
| Азијати           | 0 (0,0%)    | 0 (0,0%)    |
| Хиспаноамериканци | 0 (0,0%)    | 2 (1,4%)    |
| Укупно            | 190         | 146         |